# Нічний ринок Лехуа
25°00′31″ пн. ш. 121°30′47″ сх. д. / 25.0087° пн. ш. 121.513° сх. д.
Нічний ринок Лехуа (кит. трад.: 樂華夜市; спрощ.: 乐华夜市; піньїнь: Lèhuá Yèshì) — нічний ринок у районі Йонхе, Новий Тайбей, Тайвань.

## Історія
Нічний ринок, заснований у 1970-х роках. Ринок пропонує широкий вибір яток із закусками, магазинів і розважальних закладів, зокрема мережі KTV Party World.
Тут можна знайти тайванські страви, такі як рисові коржі, темпура, омлет з устриць, рагу з креветок і м'яса, а також тертий лід.
У вихідні ринок часто переповнений, і більшість магазинів залишаються відкритими до півночі.

## Транспорт
До нічного ринку можна дійти пішки на південь від станції Dingxi метро Тайбея.